# 東伊興
東伊興（ひがしいこう）は、東京都足立区北部の地名。住居表示実施済みで、現行行政地名は東伊興一丁目から東伊興四丁目。住居表示実施済区域。
隣接する地域は、北は埼玉県草加市、東は保木間および竹の塚、南は西竹の塚および伊興本町、西は西伊興および古千谷本町。

## 地域
東京都足立区北部（最北端ではない）の伊興地域北部に位置する。町域内には多数の寺社が立地しており、寺院の大半が関東大震災後の区画整理の際にこの地に移転してきている。町域の北辺を毛長川が東西に流れ埼玉県との境界を成しているが、河川の歴史的流路変更により東伊興の一部地域が川向こうに飛び地として存在している。
東伊興地区の毛長川以北の飛び地は以下の通り（以前は伊興町谷下）。
- 東伊興二丁目3（谷塚橋北岸西詰）
- 東伊興二丁目21（毛長橋北岸東詰）
- 東伊興三丁目26（谷塚橋北岸東詰）

## 地名の由来
伊興町土地区画整理事業が実施されていた地区のうち、赤山道以東が東伊興町と名づけられ、後に土地区画整理事業が実施されなかった地区を含めて住居表示が実施されて東伊興一～四丁目となった。

## 世帯数と人口
2025年（令和7年）1月1日現在（足立区発表）の世帯数と人口は以下の通りである。
| 丁目         | 世帯数    | 人口    |
| ------------ | --------- | ------- |
| 東伊興一丁目 | 978世帯   | 2,012人 |
| 東伊興二丁目 | 942世帯   | 1,854人 |
| 東伊興三丁目 | 1,567世帯 | 2,919人 |
| 東伊興四丁目 | 215世帯   | 416人   |
| 計           | 3,702世帯 | 7,201人 |

### 人口の変遷
国勢調査による人口の推移。
| 年                 | 人口  |
| ------------------ | ----- |
| 1995年（平成7年）  | 3,059 |
| 2000年（平成12年） | 5,554 |
| 2005年（平成17年） | 6,322 |
| 2010年（平成22年） | 7,081 |
| 2015年（平成27年） | 6,793 |
| 2020年（令和2年）  | 7,015 |

### 世帯数の変遷
国勢調査による世帯数の推移。
| 年                 | 世帯数 |
| ------------------ | ------ |
| 1995年（平成7年）  | 1,173  |
| 2000年（平成12年） | 2,207  |
| 2005年（平成17年） | 2,548  |
| 2010年（平成22年） | 3,132  |
| 2015年（平成27年） | 2,949  |
| 2020年（令和2年）  | 3,288  |

## 学区
区立小・中学校に通う場合、学区は以下の通りとなる（2023年4月時点）。なお、足立区では学校選択制度を導入しており、区内全域から選択することが可能。ただし、小学校に関しては、2018年（平成30年）度から学区域または学区域に隣接する学校のみの選択になる。
| 丁目         | 番地           | 小学校               | 中学校               |
| ------------ | -------------- | -------------------- | -------------------- |
| 東伊興一丁目 | 1番 4番        | 足立区立東伊興小学校 | 足立区立第十四中学校 |
| 東伊興一丁目 | 2〜3番 5番以降 | 足立区立東伊興小学校 | 足立区立伊興中学校   |
| 東伊興二丁目 | 14番以降       | 足立区立東伊興小学校 | 足立区立伊興中学校   |
| 東伊興二丁目 | 1〜13番        | 足立区立東伊興小学校 | 足立区立第十四中学校 |
| 東伊興三丁目 | 全域           | 足立区立東伊興小学校 | 足立区立第十四中学校 |
| 東伊興四丁目 | 全域           | 足立区立東伊興小学校 | 足立区立第十四中学校 |

## 事業所
2021年（令和3年）現在の経済センサス調査による事業所数と従業員数は以下の通りである。
| 丁目         | 事業所数  | 従業員数 |
| ------------ | --------- | -------- |
| 東伊興一丁目 | 52事業所  | 358人    |
| 東伊興二丁目 | 47事業所  | 301人    |
| 東伊興三丁目 | 85事業所  | 925人    |
| 東伊興四丁目 | 27事業所  | 101人    |
| 計           | 211事業所 | 1,685人  |

### 事業者数の変遷
経済センサスによる事業所数の推移。
| 年                 | 事業者数 |
| ------------------ | -------- |
| 2016年（平成28年） | 194      |
| 2021年（令和3年）  | 211      |

### 従業員数の変遷
経済センサスによる従業員数の推移。
| 年                 | 従業員数 |
| ------------------ | -------- |
| 2016年（平成28年） | 1,480    |
| 2021年（令和3年）  | 1,685    |

## 交通

### 公共交通
鉄道
当町域内に鉄道駅は存在しない。しかし、隣接する西竹の塚に東武鉄道の駅が所在する。また、2008年3月に日暮里・舎人ライナーが開業し、1つの新駅が東伊興地区西部から徒歩利用可能圏に開業した。
- 東武鉄道
  - 東武伊勢崎線：竹ノ塚駅
- 東京都交通局
  - 日暮里・舎人ライナー：舎人駅（舎人所在）

路線バス
- 東武バスセントラル
  - 竹04･竹05安行循環、竹06：北寺町
  - 竹06：聖一之橋･聖二之橋
  - 竹07舎人二ツ橋・江戸袋循環、竹07入谷循環・竹08：聖一之橋・伊興赤山

### 路・橋梁
道路
- 東京都道103号吉場安行東京線
- 東京都道461号吾妻橋伊興町線（尾竹橋通り = 東京都都市計画道路補助100号）
- 赤山街道（中央通り）

橋梁
- 毛長橋
- 谷塚橋

## 施設
文化
・足立区東伊興住区センター
- 足立区東伊興生活館

教育
- 足立区立東伊興小学校

## 史跡
- 白旗塚古墳
- 氷川神社
- 伊興遺跡

## 歴史
当地区は、伊興遺跡公園が存在することもあり、伊興の中でも歴史が古い地区である。東伊興の歴史については伊興#歴史も参照されたい。

### 年表
- 1968年4月1日 伊興町土地改良区事業が実施されていた地区のうち、赤山道以東の伊興町聖堂の全域と伊興町谷下、伊興町五庵、伊興町狭間、伊興町白幡の一部が東伊興町となる。なお、町域のほぼ中央に位置する寺院密集地区（伊興寺町）は土地改良地区の対象外であったため町名変更が行われず、従来の伊興町狭間及び伊興町白幡という町名のままであった。
- 1988年5月15日 東伊興町、西伊興町、伊興町谷下の一部に住居表示が実施され、東伊興一・二丁目が設置される。
- 1999年7月3日 伊興町前沼、伊興町谷下、竹塚町と東伊興町、伊興町白幡の一部に住居表示が実施され、東伊興三丁目が設置される。この時をもって伊興町前沼、伊興町谷下、竹塚町は消滅した。なお竹塚町は、この時点では東武鉄道の線路敷のみに残る無人町であった。
- 2001年11月7日 東伊興町、伊興町狭間、伊興町白幡に住居表示が実施され、東伊興四丁目が設置される。この時をもって東伊興町、伊興町狭間、伊興町白幡は消滅した。

## その他

### 日本郵便
- 郵便番号 : 121-0801[3]（集配局 : 足立北郵便局[15]）。